# Philippinen-Spitzhörnchen
Das Philippinen- oder Mindanao-Spitzhörnchen (Tupaia everetti (Synonym: Urogale everetti)) ist eine Säugetierart aus der Familie der Spitzhörnchen (Tupaiidae). Der wissenschaftliche Artname ehrt den britischen Sammler Alfred Hart Everett (1848–1898).

## Beschreibung
Von anderen Spitzhörnchenarten unterscheidet es sich durch die verlängerte Schnauze und den buschigen, gleichmäßig behaarten Schwanz. Das Fell ist an der Oberseite bräunlich gefärbt, oft ist ein oranger Schulterstreifen vorhanden, die Unterseite ist orange-rötlich. Mit einer Kopfrumpflänge von 17 bis 22 Zentimeter und einem Gewicht von rund 350 Gramm zählt es zu den größten Arten seiner Familie. Die Lebenserwartung dieser Tiere kann bis zu 12 Jahren betragen.

## Verbreitung und Lebensraum

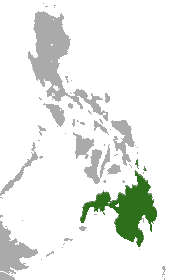
Verbreitungsgebiet des Philippinen-Spitzhörnchens

Das Philippinen-Spitzhörnchen ist auf der zu den Philippinen gehörenden Insel Mindanao und kleineren vorgelagerten Inseln beheimatet. Abgesehen von zwei Arten auf der Insel Palawan ist es die einzige auf dieser Inselgruppe lebende Art. Der Lebensraum dieser Tiere sind dicht bewachsene Busch- und Waldgebiete, vor allem in der Nähe von Flüssen. Sie können gut klettern, aber auch schnell laufen und halten sich sowohl auf Bäumen wie auch am Boden auf. Wie die meisten Spitzhörnchen sind sie tagaktiv.

## Nahrung
Die eckzahnähnlichen Schneidezähne deuten an, dass diese Art in stärkerem Ausmaß ein Fleischfresser ist als andere Spitzhörnchen. Ihre Nahrung besteht aus Insekten, Regenwürmern, kleinen Wirbeltieren wie Mäusen oder Echsen, aber auch Früchten.

## Fortpflanzung
Ihr Nest errichten sie am Boden oder in Felsspalten. Nach rund achtwöchiger Tragzeit bringt das Weibchen ein oder zwei Jungtiere zur Welt. Wie andere Spitzhörnchen säugen die Mütter ihre Jungen nur selten, alle ein bis zwei Tage. Mit rund fünf Wochen werden sie entwöhnt. 

## Systematik
Das Philippinen-Spitzhörnchen wurde im Jahr 1892 durch den britischen Zoologen Oldfield Thomas unter der wissenschaftlichen Bezeichnung Tupaia everetti erstmals wissenschaftlich beschrieben. Im Jahr 1905 führte der amerikanische Ornithologe und Naturforscher Edgar Alexander Mearns die Gattung Urogale ein, der das Philippinen-Spitzhörnchen und einige weitere Spitzhörnchen-Arten zugeordnet wurden. In der zweiten Hälfte des 20. Jahrhunderts war das Philippinen-Spitzhörnchen dann das einzige Mitglied von Urogale. Nach verschiedenen molekulargenetischen Untersuchungen zu Beginn des 21. Jahrhunderts ist Urogale aber in die Gattung Tupaia eingebettet, weswegen das Philippinen-Spitzhörnchen ab 2011 zunehmend wieder in letztere eingebunden wurde.

## Gefährdung
Wie viele andere Arten der Philippinen sind Philippinen-Spitzhörnchen vor allem durch den Verlust ihres Lebensraumes bedroht, der mit großflächigen Rodungen einhergeht. Von der IUCN wurde die Art lange als gefährdet (vulnerable) gelistet, seit 2008 gilt sie als gering gefährdet (least concern).